# Convención Constitucional (Chile)
La Convención Constitucional (CC) fue el órgano constituyente derivado de la República de Chile encargado de redactar una nueva Constitución Política de la República luego del plebiscito nacional realizado en octubre de 2020, y cuya propuesta fue rechazada por la ciudadanía mediante un referéndum realizado el 4 de septiembre de 2022.
Su creación y regulación fueron efectuados a través de la ley 21200, publicada el 24 de diciembre de 2019, que reformó la Constitución Política de la República para incluir el proceso de redacción de una nueva constitución. Comenzó su funcionamiento el 4 de julio de 2021 y operó inicialmente por nueve meses, pero tras una única prórroga de tres meses —activada de manera formal por el organismo el 22 de marzo de 2022— su duración se extendió por un año. Finalizó sus funciones y se declaró disuelta el 4 de julio de 2022.

## Etimología
Según el senador Jaime Quintana (PPD), el término «Convención Constitucional» fue acuñado durante la redacción del «Acuerdo por la paz social y la Nueva Constitución» el 14 de noviembre de 2019; dicha tarde recibió una comunicación de Mario Desbordes, entonces presidente de Renovación Nacional, en el que solicitó que el órgano redactor de la nueva Constitución Política no recibiera el nombre de «asamblea constituyente» para facilitar la aprobación del acuerdo por parte de los partidos políticos de derecha.
De acuerdo a varios académicos, como por ejemplo Claudia Heiss y Francisco Soto, el concepto de «Convención Constitucional» sería equivalente al concepto de «Asamblea Constituyente», en cuanto su funcionamiento y composición serían los mismos, y ambos corresponden a órganos colegiados que redactan una Constitución. El abogado Leonel Sánchez señala que la definición de ambos conceptos es similar, tomando como base estudios del Programa de las Naciones Unidas para el Desarrollo (PNUD) y casos de otros países con órganos constituyentes análogos. Mario Herrera, académico de la Universidad de Talca, señala que no existen diferencias entre la Convención Constitucional y una Asamblea Constituyente, ya que en ambas sus integrantes son elegidos por votación popular y su único fin es redactar una nueva Constitución Política.

## Reglas de funcionamiento
Originalmente se estimaba que la Convención Constitucional debía iniciar sus sesiones entre el 19 de abril y el 14 de mayo de 2021, teniendo como fecha límite para su instalación el 1 de junio, sin embargo con la postergación de las elecciones para el 15 y 16 de mayo debido a un aumento significativo de casos positivos por la enfermedad por coronavirus durante la pandemia de COVID-19, la nueva fecha de inicio de sesiones de la Convención se aplazó al mes de junio, teniendo como plazo límite la primera semana de julio.
En la sesión de instalación de la Convención se debía elegir a su presidente y vicepresidente mediante mayoría absoluta de sus miembros. Asimismo, se debían aprobar sus reglamentos de votación y normas de funcionamiento mediante un cuórum de dos tercios de los convencionales constituyentes. El mismo cuórum de dos tercios se aplicará para la toma de cualquier decisión, lo que implica que los puntos que no generen dicho consenso quedarán fuera del proyecto de texto de la nueva Constitución Política. De la misma forma, la actual Constitución establece que el texto presentado por la Convención debe respetar el régimen democrático y republicano, las sentencias judiciales y los tratados internacionales ratificados por Chile.
En caso de que existan reclamos por supuestas infracciones a las reglas de procedimiento aplicables a la Convención, estos serán conocidos y resueltos por cinco miembros de la Corte Suprema, elegidos por sorteo. El 22 de marzo de 2021 la Corte Suprema emitió un auto acordado en que reglamenta los procesos de reclamación de los procedimientos de la Convención Constitucional.
La Convención deberá redactar y proponer el texto de la nueva Constitución Política de la República dentro de un plazo de nueve meses, pudiendo prorrogarse una sola vez por 3 meses. Una vez que la propuesta de nueva Constitución sea aprobada por la Convención o se cumpla el plazo de la prórroga, la institución quedará disuelta.

## Preparación

### Elección de los convencionales constituyentes

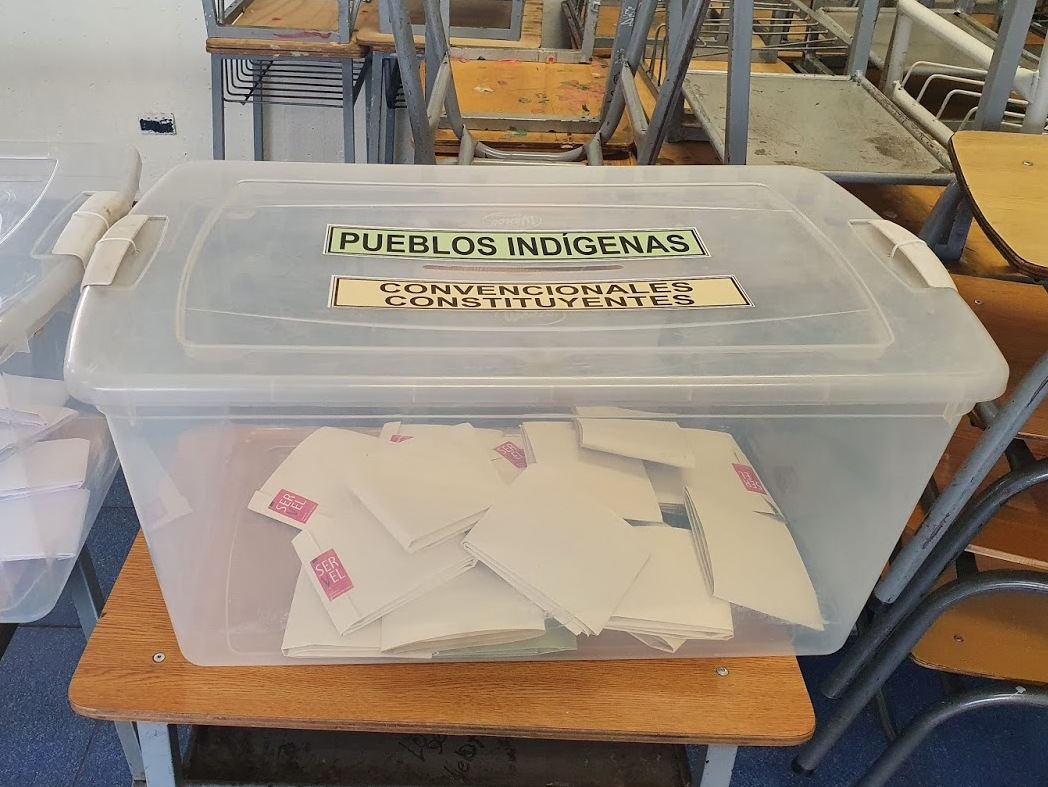
Urna utilizada para las elecciones de convencionales constituyentes.

Las elecciones para determinar los escaños de los 155 convencionales constituyentes se realizaron el sábado 15 y domingo 16 de mayo de 2021. El 15 de junio el Tribunal Calificador de Elecciones de Chile proclamó a los convencionales electos —luego de desestimar las 12 reclamaciones presentadas por distintos candidatos y que buscaban modificar determinados resultados—, y dentro de los tres días siguientes a esta sentencia debía ser comunicada al Congreso Nacional y el presidente de la República; este último, dentro de 3 días desde que recibía dicha comunicación —lo cual ocurrió mediante un acto realizado en la sede del Tricel el 18 de junio—, debía convocar a la sesión de instalación de la Convención Constitucional e indicar el lugar donde se realizará (si no lo indicaba, esta se iba a realizar en la sede del Congreso Nacional en Valparaíso).
El pacto electoral que obtuvo la mayor representación para este proceso fue «Vamos por Chile» con 37 escaños, perteneciente a la coalición oficialista del segundo gobierno de Sebastián Piñera (Chile Vamos) mientras que el partido político que obtuvo la mayor cantidad de constituyentes fue la Unión Demócrata Independiente (UDI) del mismo pacto, con 17 escaños. No obstante, debido a la alta presencia de independientes no consiguieron ser mayoría dentro de la Convención, en un escenario donde los constituyentes apartidistas, agrupados en dos listas electorales (Independientes No Neutrales y La Lista del Pueblo) consiguieron 37 escaños, más 12 escaños de independientes y candidaturas fuera de pacto, sumando un total de 49 escaños. El segundo pacto electoral con más escaños fue «Apruebo Dignidad» (conformada por el Frente Amplio y Chile Digno) con 28 escaños, que superó a la «Lista del Apruebo» (conformada por partidos de la antigua Concertación y Nueva Mayoría además de otras agrupaciones como el Partido Liberal, el Partido Progresista y Ciudadanos) que consiguió 25 bancas.
Por otra parte, los 17 escaños reservados para pueblos originarios fueron elegidos bajo un régimen especial de cupos para representar a su propio pueblo indígena, bajo candidaturas individuales, indistintamente de la ideología política que tengan.

### Elección y remodelación de la sede

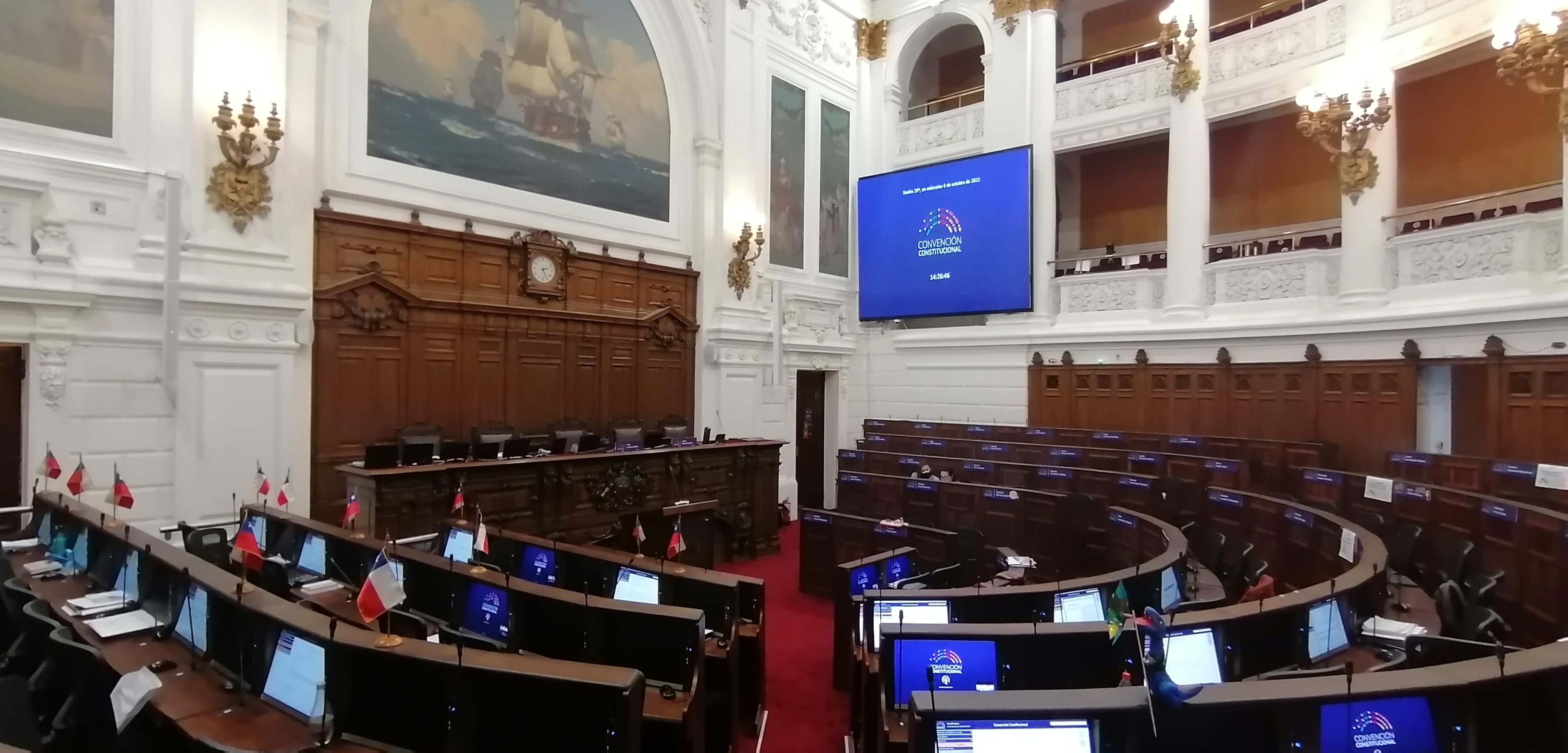
Hemiciclo de la Cámara de Diputados del ex Congreso Nacional, lugar donde se realizan las sesiones plenarias de la Convención Constitucional.

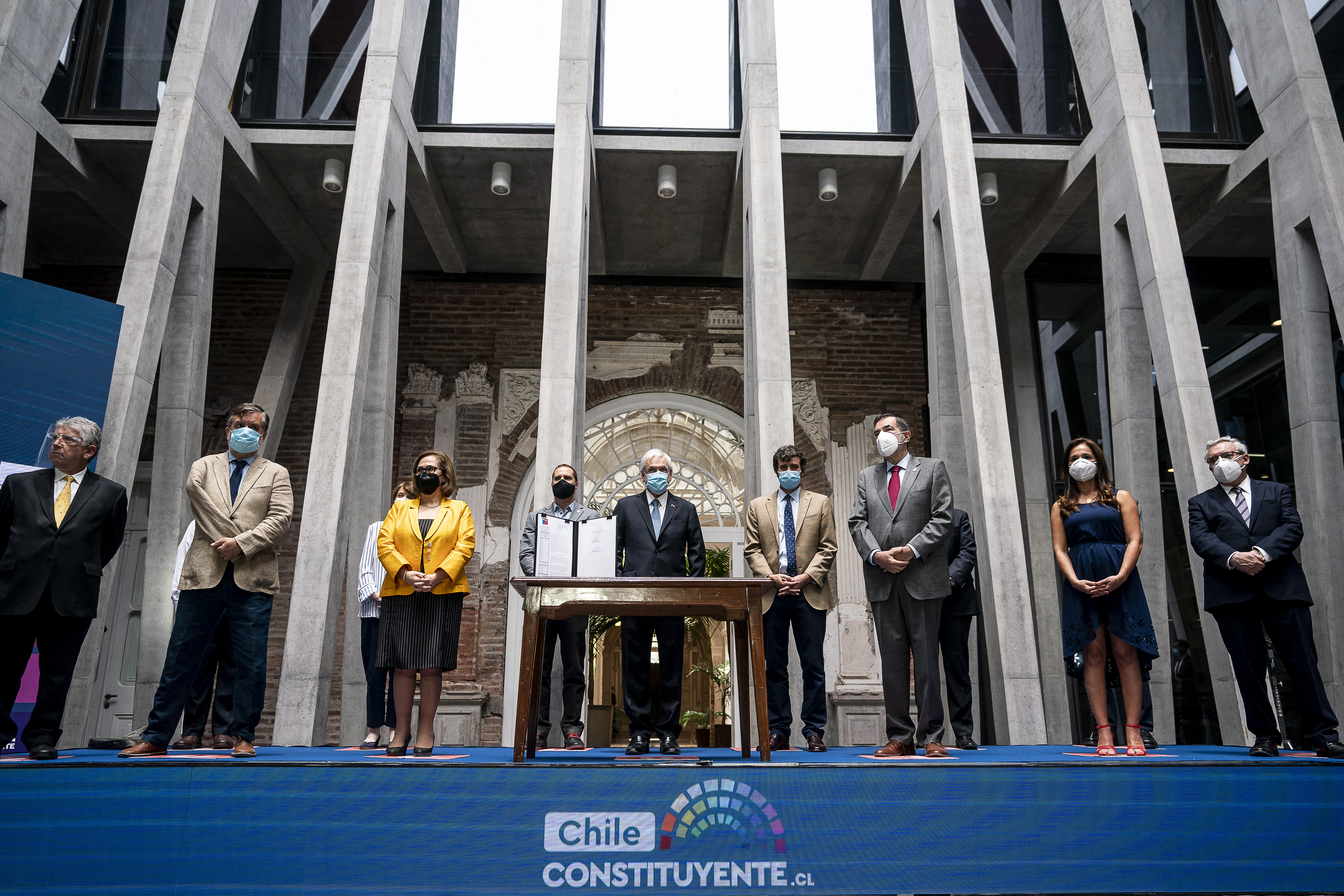
Presentación del Palacio Pereira como sede de trabajo de la Convención Constitucional (11 de enero de 2021).

En septiembre de 2020 se planteaba que la Convención Constitucional sesionara en el palacio del ex Congreso Nacional de Chile, ubicado en el centro de Santiago, así como también se evaluaba al palacio Pereira como edificio de apoyo para albergar a asesores y funcionarios administrativos. Sin embargo, varios parlamentarios se manifestaron en contra de ocupar la sede del ex Congreso en Santiago, ya que según ellos en dicho edificio se realizan otras labores legislativas y encuentros con la sociedad civil y no presentaría la infraestructura necesaria. El diputado Iván Flores propuso que la Convención sesionara en el Edificio Huneeus, que había sido adquirido para albergar la nueva sede de la Biblioteca del Congreso Nacional de Chile.
El 23 de noviembre de 2020 el gobierno ingresó varias indicaciones a la Ley de Presupuestos para el año 2021, entre las cuales se consideran partidas para remodelar y habilitar tanto el palacio del ex Congreso Nacional en Santiago como el Palacio Pereira a fin de albergar a la Convención Constitucional, evaluándose la posibilidad de que las sesiones plenarias se realicen en el antiguo hemiciclo de la Cámara de Diputados o el Salón de Honor del ex Congreso, y que el Palacio Pereira sea un edificio auxiliar que albergue diferentes comisiones y servicios. En diciembre de 2020 la Comisión de Régimen Interno de la Cámara de Diputados, encabezada por Diego Paulsen, ratificó que se pondría a disposición el palacio del ex Congreso Nacional en Santiago para albergar a la Convención Constitucional; debido a ello, mientras sesione la Convención Constitucional los parlamentarios solo se reunirán en Valparaíso.
El 11 de enero de 2021 el presidente Sebastián Piñera anunció al Palacio Pereira como sede de trabajo de la Convención Constitucional. El recinto tendrá 15 oficinas con 102 puestos y 11 salas de reunión con una capacidad total de 132 asientos, además de una sala de mayores dimensiones que puede albergar reuniones de hasta 40 personas; también existirá un comedor en el cuarto nivel para los convencionales constituyentes. También se confirmó que el palacio del ex Congreso Nacional se utilizará para las sesiones plenarias y de determinadas comisiones.
Hasta junio de 2021 se realizaron diversas obras de remodelación en el palacio del ex Congreso Nacional de Chile, principalmente destinados a habilitar el antiguo hemiciclo de la Cámara de Diputados con sistemas de votación, escaños y mobiliario adecuados; se dispondrían mesas semicirculares continuas y sin separaciones —similares a las utilizadas en el Congreso de los Diputados de España— para poder albergar a los 155 convencionales constituyentes de manera cómoda, con un espacio aproximado de 70 centímetros para cada representante. El 30 de junio las instalaciones del ex Congreso Nacional fueron entregadas oficialmente a la Convención Constitucional.

### Secretaría administrativa

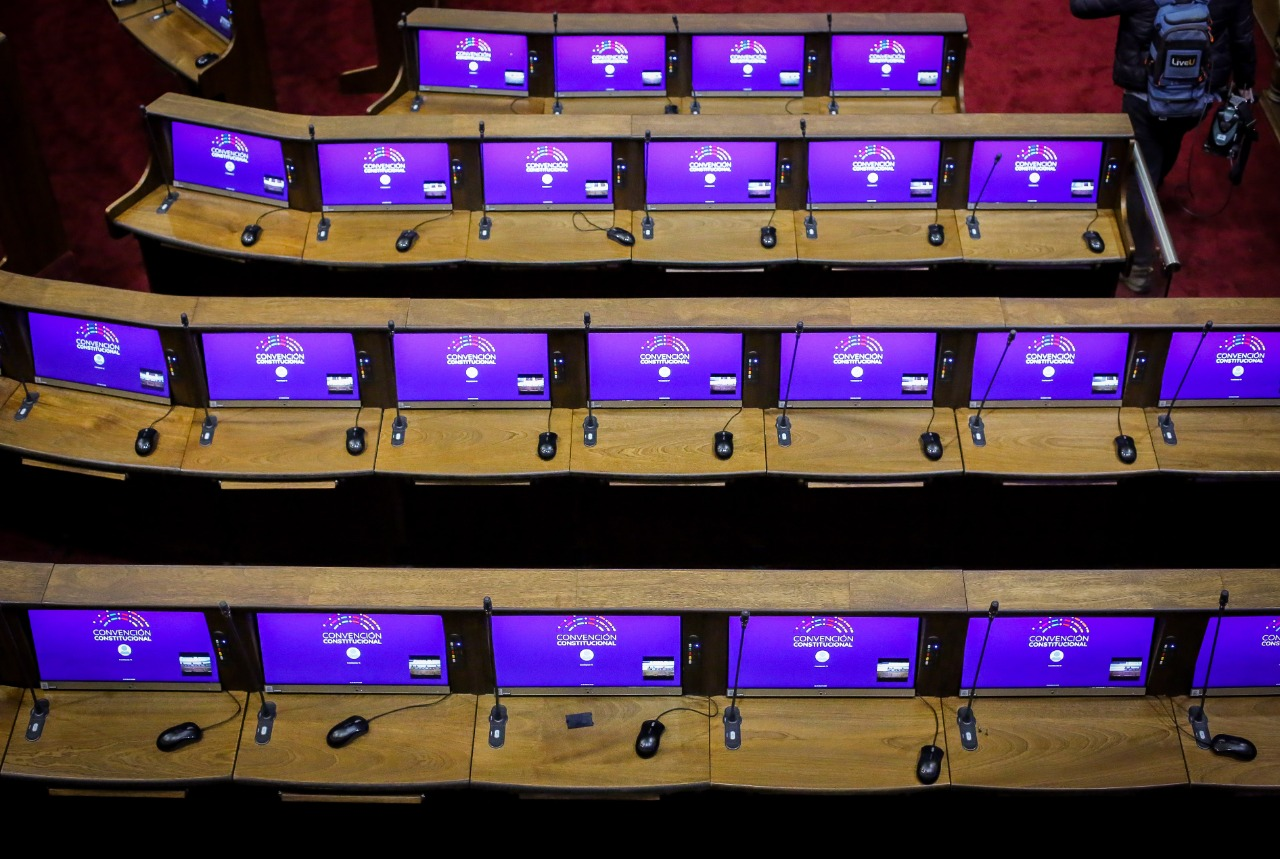
Vista parcial de los escaños utilizados por la Convención Constitucional.

La Subsecretaría General de la Presidencia de Chile creó el 1 de febrero de 2021 la «Unidad de Secretaría Administrativa de la Convención Constitucional», encargada de prestar ayuda y coordinar el apoyo técnico, administrativo y financiero en la instalación y funcionamiento de la institución. Su primer secretario ejecutivo fue Francisco Encina Morales, quien asumió dicho cargo el 15 de marzo; la unidad, que cuenta con 16 asesores, será disuelta sesenta días corridos desde la disolución de la Convención Constitucional. Encina renunció a su cargo el 7 de julio de 2021 luego de cuestionamientos debido a que no se encontraban habilitados todos los espacios necesarios en el palacio del ex Congreso Nacional, siendo reemplazado por Catalina Parot. Tras un mes y un día en el cargo, Parot renunció a su cargo el 9 de agosto de 2021, siendo reemplazada el 13 del mismo mes por Matías Cox Campos, quien se desempeña como fiscal del Ministerio Secretaría General de la Presidencia.
En diciembre de 2020 la Dirección Nacional de Orden y Seguridad y el Ministerio del Interior y Seguridad Pública ordenó la organización y creación de una unidad policial destinada a otorgar a los edificios de la Convención –el Palacio Pereira y el palacio del ex Congreso Nacional–, así como a los integrantes y funcionarios de la Convención Constitucional. En marzo de 2021 se anunció, como resultado de dicha orden, la creación de la 29 Comisaría de la Convención Constitucional de Carabineros, la cual contará con 100 efectivos: 95 carabineros y 5 oficiales, a cargo en terreno de un teniente coronel.
En mayo de 2021 se realizó la licitación para el sistema de circuito cerrado de televisión y la transmisión de las sesiones de la Convención Constitucional que se realicen en el palacio del ex Congreso Nacional, especialmente las sesiones plenarias en el antiguo hemiciclo de la Cámara de Diputadas y Diputados.

## Integrantes
La Convención Constitucional estaba compuesta de manera paritaria inicialmente por 78 hombres y 77 mujeres, siendo la primera asamblea constituyente en el mundo en tener dicha característica. El promedio de edad de los convencionales alcanza los 44,5 años; existen 60 años de diferencia entre el convencional de mayor edad y la más joven: Jorge Arancibia y Valentina Miranda, quienes poseían 81 y 21 años, respectivamente, al momento de la instalación de la Convención.
59 de los miembros electos son abogados y otros 7 son estudiantes de Derecho. 20 convencionales son profesores, 9 son ingenieros y 5 son periodistas, mientras que 6 fueron integrantes del Congreso Nacional y 9 fueron anteriormente autoridades de gobierno. También posee la representación de los pueblos originarios mediante 17 escaños reservados: 7 para el pueblo mapuche, 2 para el pueblo aimara y uno para cada uno de los otros pueblos (kawésqar, rapanui, yagán, quechua, atacameño, diaguita, colla y chango).
De los 155 convencionales constituyentes, 8 de ellos son abiertamente integrantes de la comunidad LGBT: 5 gais, una lesbiana, una pansexual y una bisexual. Todos ellos crearon el 28 de junio de 2021 la «Red Disidente Constituyente», destinada a articular el trabajo de la Convención Constitucional en favor de la diversidad sexual.

### Distribución por grupos
El 6 de junio los 15 convencionales constituyentes electos en cupos del Partido Socialista (10 militantes y 5 independientes) constituyeron el «Colectivo Socialista», agrupación que busca articular el trabajo de dicho sector en la Convención. El 18 de agosto se conformó otro grupo, denominado «Colectivo del Apruebo» y conformado por Luis Barceló, Miguel Ángel Botto, Eduardo Castillo Vigouroux, Fuad Chahín, Bessy Gallardo, Felipe Harboe y Rodrigo Logan.
También existe en la Convención el grupo denominado «Movimientos Sociales Constituyentes», creado el 27 de agosto de 2021 principalmente por convencionales constituyentes electos en listas de independientes y conformado por Alejandra Flores Carlos, Cristina Dorador, Constanza San Juan, Janis Meneses, Carolina Vilches, Alondra Carrillo, Alvin Saldaña, Gloria Alvarado, María Elisa Quinteros, Bastián Labbé, Vanessa Hoppe, Manuela Royo y Elisa Giustinianovich.
El 1 de septiembre un grupo de 17 convencionales constituyentes que habían sido electos en cupos de La Lista del Pueblo conformaron un grupo denominado «Pueblo Constituyente», siendo sus integrantes Marco Arellano, Francisca Arauna, Francisco Caamaño, Ivanna Olivares, Lisette Vergara, Ingrid Villena, Dayyana González, Camila Zárate Zárate, Natalia Henríquez, César Uribe Araya, Elsa Labraña, Manuel Woldarsky, Daniel Bravo, Loreto Vallejos, Fernando Salinas, Tania Madriaga y Rodrigo Rojas Vade. Varios de sus integrantes ya habían abandonado La Lista del Pueblo en las semanas anteriores. El 8 de septiembre Rodrigo Rojas Vade fue expulsado del grupo.
El 3 de septiembre el grupo de convencionales de Apruebo Dignidad creó dos sub-comités: «Frente Amplio + Independientes» (compuesto por 16 convencionales) y «Chile Digno» (compuesto por 10 convencionales: 6 del Partido Comunista y 4 de la Federación Regionalista Verde Social).
El 28 de octubre un grupo de 21 convencionales constituyentes de Vamos por Chile —principalmente provenientes de la UDI y cercanos al Partido Republicano— decidieron crear 3 nuevos colectivos, argumentando que con ello obtendrían una mejor representación en el uso de la palabra en las sesiones plenarias; los nuevos grupos fueron denominados como «Un Chile Unido», «Unidos por Chile» y «Chile Libre». El 3 de noviembre, los 16 convencionales restantes que poseía Vamos por Chile anunciaron la creación del colectivo «Independientes-RN-Evópoli».
El 28 de diciembre de 2021 los convencionales constituyentes Marco Arellano, Lisette Vergara y Elsa Labraña anunciaron su renuncia al colectivo Pueblo Constituyente. Al día siguiente se informó la incorporación de Bessy Gallardo al colectivo Chile Digno. El 12 de enero de 2022 un grupo de 15 convencionales constituyentes, entre ellos algunos correspondientes a escaños reservados de pueblos originarios, anunciaron la conformación del colectivo «Coordinadora Constituyente Plurinacional y Popular».
El 16 de marzo de 2022 se informó la creación del colectivo «Somos Región», compuesto por 6 convencionales que anteriormente formaban parte del colectivo «Independientes-RN-Evópoli». El 12 de abril de 2022 Cristóbal Andrade renunció a La Lista del Pueblo, siendo este el último representante que quedaba de dicho grupo en la Convención Constitucional.
La distribución de los grupos o colectivos en la Convención Constitucional al momento de su disolución —4 de julio de 2022— era de la siguiente forma:
| Grupo/Colectivo | Grupo/Colectivo                                    | Grupo/Colectivo                                    | Grupo/Colectivo                                    | Integrantes | Integrantes |
| --------------- | -------------------------------------------------- | -------------------------------------------------- | -------------------------------------------------- | --- | --- |
|                 | Apruebo Dignidad                                   |                                                    | Frente Amplio + Independientes                     | 17 | Ver listaDamaris Abarca Ignacio Achurra Amaya Alvez Fernando Atria Jorge Baradit Jaime Bassa Aurora Delgado Yarela Gómez Jeniffer Mella María José Oyarzún Giovanna Roa Beatriz Sánchez Constanza Schönhaut Mariela Serey Daniel Stingo Tatiana Urrutia Christian Viera               |
|                 | Apruebo Dignidad                                   | Chile Digno                                        | 11                                                 | Ver listaMarcos Barraza Roberto Celedón Bessy Gallardo Paola Grandón Hugo Gutiérrez Valentina Miranda Nicolás Núñez Ericka Portilla Bárbara Sepúlveda Hernán Velásquez Carolina Videla | |
|                 | Coordinadora Constituyente Plurinacional y Popular | Coordinadora Constituyente Plurinacional y Popular | Coordinadora Constituyente Plurinacional y Popular | 17 | Ver listaVictorino Antilef Marco Arellano Wilfredo Bacian Alexis Caiguan Eric Chinga Isabel Godoy Giovanna Grandón Elsa Labraña Francisca Linconao Natividad Llanquileo Tania Madriaga Ivanna Olivares Alejandra Pérez María Rivera Margarita Vargas Lisette Vergara Manuel Woldarsky |
|                 | Colectivo Socialista                               | Colectivo Socialista                               | Colectivo Socialista                               | 16 | Ver listaJulio Álvarez Carlos Calvo Adriana Cancino María Trinidad Castillo Andrés Cruz Patricio Fernández Claudio Gómez Maximiliano Hurtado Tomás Laibe Ricardo Montero Pedro Muñoz Matías Orellana Malucha Pinto Ramona Reyes César Valenzuela Mario Vargas                         |
|                 | Independientes por una Nueva Constitución          | Independientes por una Nueva Constitución          | Independientes por una Nueva Constitución          | 13 | Ver listaJorge Abarca Benito Baranda Lorena Céspedes Mauricio Daza Gaspar Domínguez Javier Fuchslocher Juan José Martin Helmuth Martínez Guillermo Namor Patricia Politzer Tammy Pustilnick Carolina Sepúlveda Paulina Valenzuela                                                     |
|                 | Movimientos Sociales Constituyentes                | Movimientos Sociales Constituyentes                | Movimientos Sociales Constituyentes                | 13 | Ver listaGloria Alvarado Alondra Carrillo Cristina Dorador Alejandra Flores Elisa Giustinianovich Vanessa Hoppe Bastián Labbé Janis Meneses María Elisa Quinteros Manuela Royo Alvin Saldaña Constanza San Juan Carolina Vilches                                                      |
|                 | Independientes-RN-Evópoli                          | Independientes-RN-Evópoli                          | Independientes-RN-Evópoli                          | 10 | Ver listaRaúl Celis Ruggero Cozzi Bernardo de la Maza Bernardo Fontaine Álvaro Jofré Patricia Labra Hernán Larraín Matte Luis Mayol Cristián Monckeberg Geoconda Navarrete Manuel Ossandón Bárbara Rebolledo Luciano Silva Angélica Tepper Roberto Vega Paulina Veloso                |
|                 | Pueblo Constituyente                               | Pueblo Constituyente                               | Pueblo Constituyente                               | 10 | Ver listaFrancisca Arauna Daniel Bravo Francisco Caamaño Dayyana González Natalia Henríquez Fernando Salinas César Uribe Loreto Vallejos Ingrid Villena Camila Zárate |
|                 | Pueblos indígenas                                  | Pueblos indígenas                                  | Pueblos indígenas                                  | 9 | Ver listaTiare Aguilera Rosa Catrileo Félix Galleguillos Lidia González Luis Jiménez Elisa Loncon Isabella Mamani Adolfo Millabur Fernando Tirado |
|                 | Unidos por Chile                                   | Unidos por Chile                                   | Unidos por Chile                                   | 8 | Ver listaRodrigo Álvarez Jorge Arancibia Eduardo Cretton Constanza Hube Katerine Montealegre Ricardo Neumann Pollyana Rivera María Cecilia Ubilla |
|                 | Colectivo del Apruebo                              | Colectivo del Apruebo                              | Colectivo del Apruebo                              | 7 | Ver listaLuis Barceló Miguel Ángel Botto Eduardo Castillo Fuad Chahín Felipe Harboe Rodrigo Logan Agustín Squella |
|                 | Un Chile Unido                                     | Un Chile Unido                                     | Un Chile Unido                                     | 7 | Ver listaCarol Bown Claudia Castro Marcela Cubillos Felipe Mena Alfredo Moreno Pablo Toloza Arturo Zúñiga |
|                 | Chile Libre                                        | Chile Libre                                        | Chile Libre                                        | 6 | Ver listaMartín Arrau Rocío Cantuarias Ruth Hurtado Harry Jürgensen Margarita Letelier Teresa Marinovic |
|                 | Somos Región                                       | Somos Región                                       | Somos Región                                       | 6 | Ver listaRaúl Celis Álvaro Jofré Luciano Silva Angélica Tepper Roberto Vega Paulina Veloso |
|                 | Mixto (varios)                                     | Mixto (varios)                                     | Mixto (varios)                                     | 3 | Ver listaAdriana Ampuero Cristóbal Andrade Rossana Vidal |
|                 | Lista del Apruebo                                  | Lista del Apruebo                                  | Lista del Apruebo                                  | 1 | Ver listaRenato Garín |

## Desarrollo

### Sesión inaugural

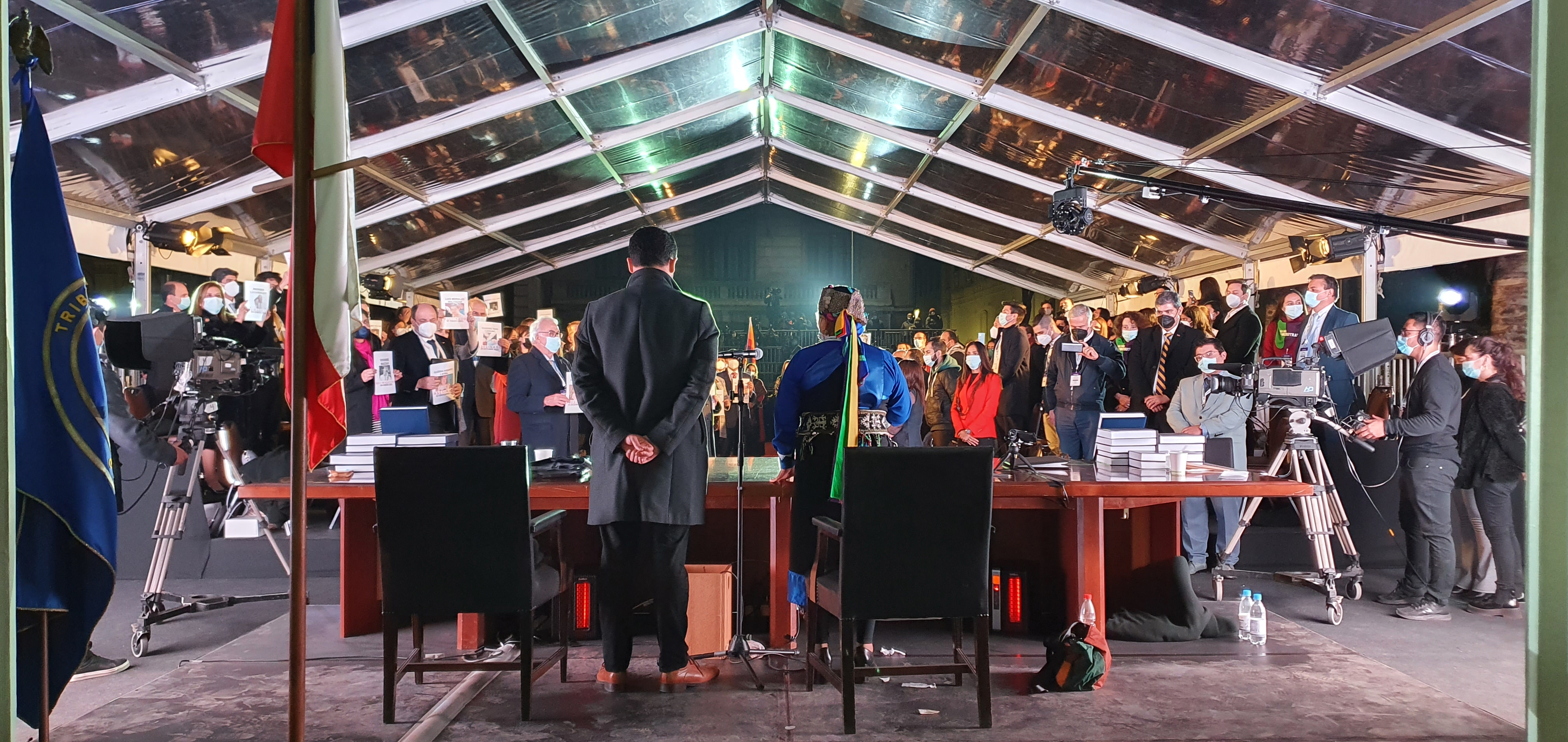
Sesión inaugural de la Convención Constitucional, el 4 de julio de 2021. De espalda se encuentran Jaime Bassa (vicepresidente) y Elisa Loncon (presidenta) encabezando la ceremonia.

La sesión de instalación de la Convención Constitucional debía realizarse dentro de los 15 días posteriores a la fecha en que se publique el decreto de convocatoria. El 20 de junio el presidente firmó el decreto de convocatoria para el día 4 de julio a las 10:00 en los patios del palacio del ex Congreso Nacional; en esa misma fecha se conmemoraban 210 años de la instalación del Primer Congreso Nacional de Chile. Debido a la pandemia de COVID-19, la Subsecretaría de Salud Pública emitió el 1 de julio una resolución exenta dictando medidas sanitarias especiales para el desarrollo de la ceremonia de instalación de la Convención Constitucional.
El acto debió ser suspendido antes del mediodía debido a los reclamos de convencionales electos de los pueblos originarios y La Lista del Pueblo, que solicitaban al gobierno retirar las fuerzas de seguridad que rodeaban la Convención, acusando represión por parte de las fuerzas policiales, que reaccionaron con gases lacrimógenos contra grupos de manifestantes en marchas convocadas para ese día que habían roto el perímetro de seguridad. Elsa Labraña, convencional constituyente de La Lista de Pueblo, increpó a la presidenta accesitaria, Carmen Gloria Valladares, secretaria relatora del Tribunal Calificador de Elecciones, y el grupo pifió y gritó consignas políticas durante la interpretación del Himno Nacional de Chile por un cuarteto de cuerdas perteneciente a la Fundación de Orquestas Juveniles e Infantiles de Chile. Valladares acordó, posterior a esto, suspender la ceremonia para verificar las situaciones exteriores, y al mediodía dio inicio al acto asegurando que «no hay represión, no hay detenidos, no hay lesionados». Dio lectura al acta de proclamación y realizó la toma de posesión a los 155 convencionales constituyentes, para posteriormente dirigir la elección del primer presidente del organismo.
La instalación fue transmitida por el sitio oficial de la Convención, así como también por los canales asociados a Anatel y Arcatel (Asociación Regional de Canales de Televisión), y las radioemisoras asociadas a Archi; la Biblioteca del Congreso Nacional de Chile emitió la señal con interpretación simultánea en cuatro lenguas indígenas: mapuche, quechua, aimara y rapanui.

### Primeras sesiones de trabajo

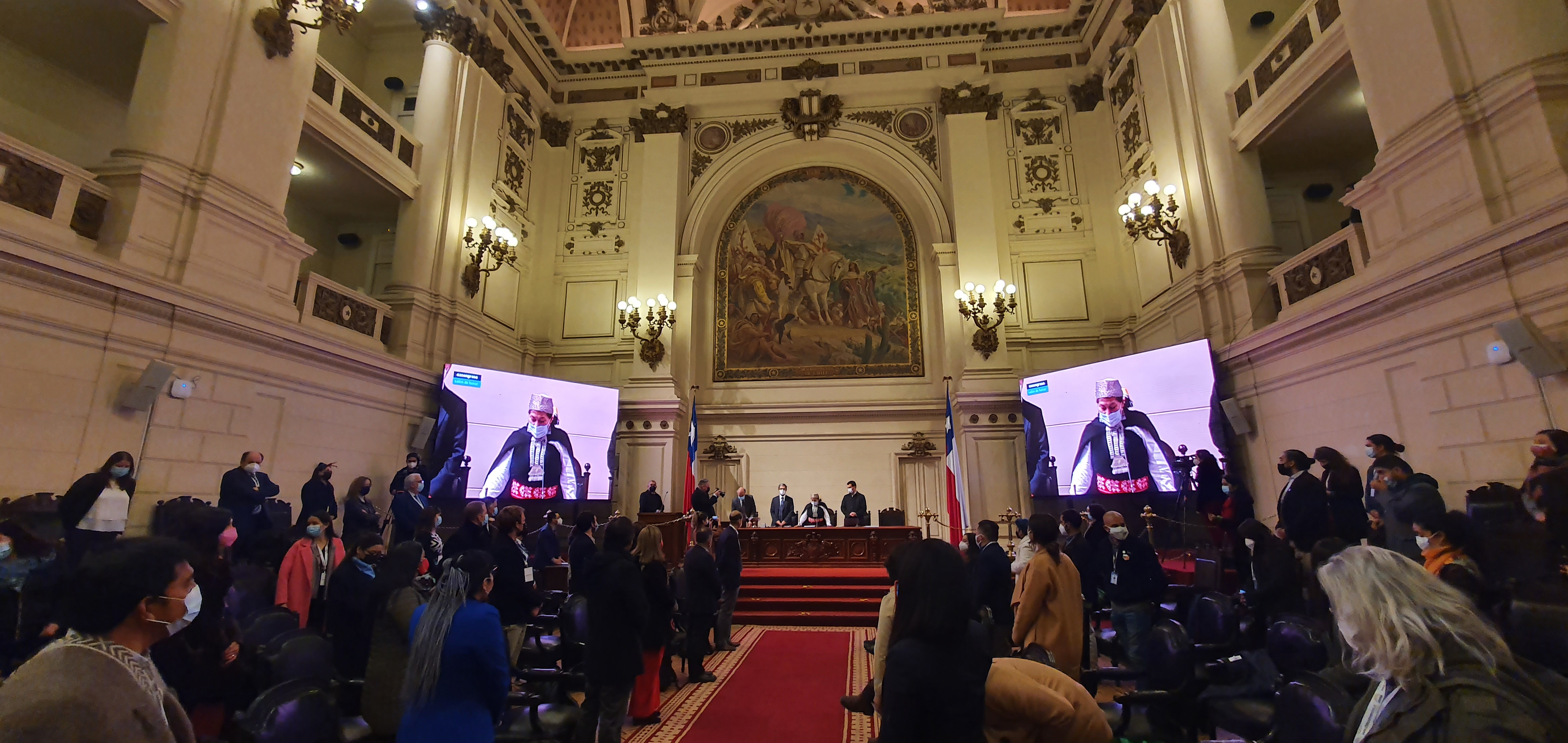
Primera sesión de trabajo de la Convención Constitucional, realizada en el Salón Plenario del palacio del ex Congreso Nacional (7 de julio de 2021).

En la sesión inaugural la presidenta de la Convención Constitucional, Elisa Loncon, señaló que una de las primeras discusiones del organismo será una petición de amnistía para «los prisioneros de la revuelta y del Wallmapu». También se informó que en la mañana del 5 de julio la mesa directiva se reuniría con el secretario ejecutivo, Francisco Encina, y las sesiones de trabajo se iniciarían el 5 de julio a las 15:00, siendo programadas nuevas reuniones para los días 6, 7 y 8 del mismo mes de 10:00 a 17:00.
La tarde del 5 de julio la primera sesión de trabajo, programada para las 15:00 de ese día, fue suspendida luego de que no se encontraran habilitadas salas del palacio del ex Congreso Nacional para poder cumplir con los aforos permitidos, que impiden que los 155 convencionales se encuentren reunidos en el hemiciclo destinado para dicho fin —inicialmente estaba propuesto que 80 convencionales estuvieran en el hemiciclo y el resto repartidos en grupos de 25 en otras salas del edificio—. La mesa directiva de la Convención responsabilizó al gobierno, especialmente al Ministerio Secretaría General de la Presidencia, por la falta de implementos para sesionar, entre ellos que las salas alternativas para sesionar no se encontraban conectadas de manera virtual entre ellas, impidiendo la comunicación entre los convencionales repartidos en cada uno de los espacios asignados. Tanto Apruebo Dignidad como el Colectivo Socialista emitieron declaraciones exigiendo la renuncia del ministro Juan José Ossa y el coordinador Francisco Encina.
Como alternativa a los inconvenientes por la falta de habilitación de espacios en el ex Congreso Nacional, las universidades públicas del país, encabezadas por la Universidad de Chile, señalaron el mismo 5 de julio estar a disposición de la Convención Constitucional, cediendo los espacios que sean necesarios para el correcto funcionamiento de la institución; dicha decisión ya había sido acordada de manera interna en una reunión del Consorcio de Universidades del Estado de Chile el 30 de junio. La presidenta y vicepresidente de la Convención, Elisa Loncon y Jaime Bassa respectivamente, se reunieron el 6 de julio con el rector de la Universidad de Chile, Ennio Vivaldi, y algunos convencionales constituyentes recorrieron parte de los espacios que fueron ofrecidos en la Casa Central de la Universidad de Chile. Las dependencias de la Universidad de Chile fueron utilizadas por la Comisión de Reglamento para sesionar a partir del 9 de agosto.
Como una señal de integración de las regiones al trabajo de la Convención Constitucional, la Comisión de Descentralización, Equidad y Justicia Territorial acordó realizar audiencias públicas en distintas localidades del país entre el 17 y 20 de agosto, sesionando de manera consecutiva en Arica (en la Escuela de Medicina de la Universidad de Tarapacá), San Carlos (en el Centro Cultural San Carlos), Ovalle (en el Teatro Municipal) y Ancud (en la sede de la Universidad de Los Lagos). También se anunció una sesión para el 24 de agosto en la sede de la Universidad de O'Higgins en Rancagua. La Comisión de Derechos Humanos sesionó el 25 de agosto en el Centro Penitenciario Femenino de San Joaquín.

### Acusaciones de presunta campaña de desprestigio
La presidenta Elisa Loncon acusó que la Convención Constitucional habría sido blanco de una presunta campaña de desprestigio por parte de sectores contrarios. Un equipo de investigación de la Pontificia Universidad Católica de Valparaíso determinó que habría existido un grupo de aproximadamente 8000 cuentas únicas de Twitter, relacionadas con la opción «Rechazo» del plebiscito de 2020, que habrían comentado regular y coordinadamente de manera negativa sobre la Convención, y las ha descrito como un "ejército digital", aunque no realizó un análisis de la posible influencia que habrían tenido en los votantes. Un tema común es la acusación de que los miembros de la Convención trabajan muy poco.
Otro estudio determinó que habrían existido 366 000 perfiles en esta misma red social correspondientes a bots, concluyendo que su alcance era limitado con una participación del 16,1% en las conversaciones. Del total, 214 000 estaban relacionadas con la opción «Rechazo» y 152 000 estaban relacionadas con la opción «Apruebo». El 61,5% de los mensajes de este grupo de cuentas estaban vinculadas al «Rechazo», mientras que un 38,5% lo hacía por el «Apruebo». Sin embargo, el mismo estudio aseguró que en Twitter, el 50,4% de sus usuarios era más proclive al Apruebo versus el 49,6% que optaban por el Rechazo.
Una investigación de la Pontificia Universidad Católica de Chile en tanto, analizó alrededor de 50 000 cuentas de Twitter, detectándose tres grupos de influencia: uno vinculado al «Apruebo», conformado por activistas, personas afines al gobierno, figuras de la política y del mundo artístico, entre otras; uno vinculado a un «Rechazo moderado», conformado por partidarios de centroizquierda e indecisos; y uno vinculado al núcleo duro en torno al «Rechazo». El primer grupo habría tenido una menor influencia en la discusión en redes sociales debido a que no habría interactuado con los otros dos grupos, sin entrar en la disputa del centro político.
La presidenta de la Convención, Elisa Loncon, habría sido blanco de esta supuesta campaña de desprestigio en Twitter: el 27 de julio el hashtag "#DestitucionDeElisaLoncon" fue tendencia, con 41 000 menciones y 10 230 autores únicos; la cuenta en Twitter del creador de la campaña está categorizada como "cámara de eco" por el proyecto Botometer del Observatorio de Redes Sociales de la Universidad de Indiana. El vicepresidente de la Convención, Jaime Bassa, acusó que en esta presunta campaña de desprestigio también formarían parte algunos medios de comunicación al destacar los puntos negativos de la labor por sobre los avances y aspectos positivos. Elisa Loncon cumplió el periodo ordinario en el puesto según el Reglamento de la Convención Constitucional.
Sin embargo, políticos de derecha como Marcela Cubillos o Jaime Mañalich han acusado, por el contrario, un «autodesprestigio» por parte de los mismos miembros de la Convención, mencionando que este se ha generado por decisiones tomadas por la misma mayoría que acusa la campaña en su contra, y que las acusaciones de «campaña de desprestigio» se convertirían en acusaciones de obstrucción si los grupos de derecha hubieran conseguido poder de veto.

### Elaboración del reglamento

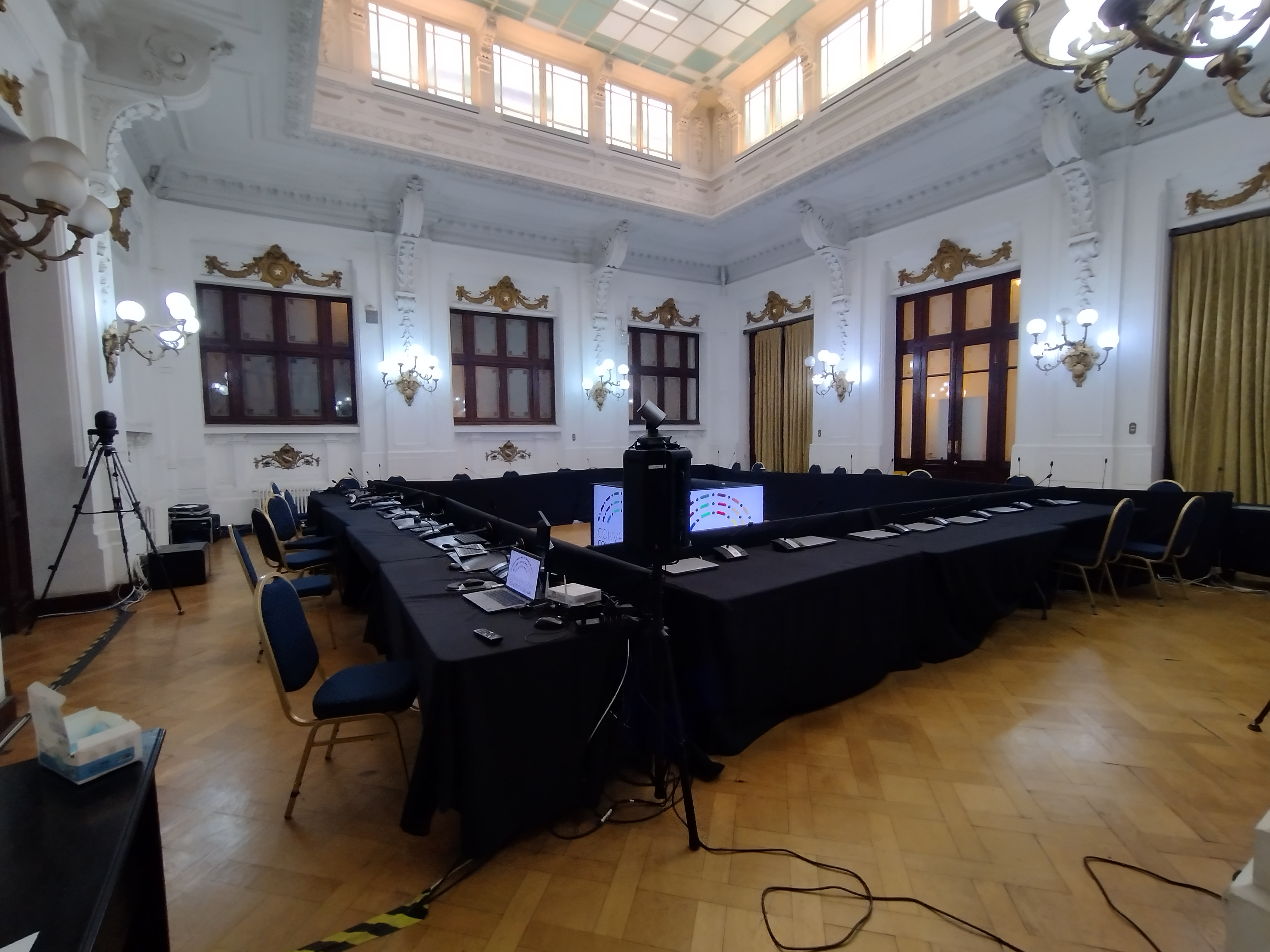
Sala 3 del palacio del ex Congreso Nacional de Chile, utilizada por diversas comisiones para realizar sus sesiones.

La comisión de Reglamento, constituida el 21 de julio de 2021, se abocó a redactar la propuesta reglamentaria que contendría las normas de funcionamiento de la Convención Constitucional. Para ello también recibió la colaboración de las demás comisiones transitorias que habían sido creadas (Participación Popular y Equidad Territorial; Comunicaciones, Información y Transparencia; Ética; Derechos Humanos, Verdad Histórica y Bases para la Justicia, Reparación y Garantías de No Repetición; Participación y Consulta Indígena; Descentralización, Equidad y Justicia Territorial; Presupuestos y Administración Interior), recibiendo un total de 507 indicaciones que fueron votadas por la comisión de Reglamento —en jornadas que se extendieron hasta la madrugada dado el alto número de solicitudes presentadas— entre el 24 y el 27 de agosto, despachando el 28 del mismo mes el texto preliminar a la Mesa Directiva. Posterior a ello, la comisión realizó 4 sesiones entre el 30 de agosto y el 3 de septiembre a fin de sistematizar las propuestas reglamentarias emanadas por las otras comisiones.
El 14 de septiembre el pleno de la Convención Constitucional aprobó en general el reglamento propuesto para el organismo; en aquella ocasión también se aprobó que en la votación en particular de los artículos del reglamento estos se aprobarán mediante mayoría simple. Un grupo de convencionales constituyentes de Vamos por Chile había presentado 30 indicaciones para que determinados artículos fueran votados mediante cuórum de dos tercios, siendo todas esas solicitudes rechazadas por el pleno.
Sumado al reglamento general, también fueron aprobados los reglamentos de Ética, Participación y Consulta Popular Indígena, y Participación Popular, y además el documento elaborado por la Comisión de Derechos Humanos que contenía bases, principios y normas de derechos humanos, individuales, colectivos, ambientales y de la naturaleza. Posterior a la aprobación, se otorgó un plazo de 48 horas para que se presentaran indicaciones al reglamento aprobado, las cuales debían tener la firma de 30 convencionales constituyentes y serían votadas en las sesiones del 23 y 24 de septiembre hasta su total despacho; para el caso de los demás reglamentos (Participación y Consulta Indígena, Ética y Participación Popular) las indicaciones se votaron en los días posteriores, finalizando su deliberación el 7 de octubre.
Con posterioridad a la aprobación del reglamento, el 11 de octubre se inició la primera «semana territorial» —similar a la «semana distrital» de los congresistas— en la que los convencionales pudieron participar de actividades en sus respectivos territorios, mientras que el 18 de octubre se inició el proceso de debate constitucional.

### Inicio del debate constitucional
El 18 de octubre de 2021, al cumplirse dos años del inicio del estallido social, la Convención Constitucional inició la discusión temática de los contenidos de la propuesta de nueva Constitución Política de la República. Ese día se realizó un acto conmemorativo en el hemiciclo de la Convención en torno a la apertura del debate constituyente, así como también se conformaron las comisiones temáticas definiendo las personas encargadas de la coordinación de estas, así como también sus representantes para las Comisiones de Participación Popular y de Transversalización. A partir del 20 de octubre se dio lugar a los discursos iniciales del pleno; en esta instancia cada convencional constituyente tuvo cinco minutos para establecer sus puntos relativos al proceso de discusión constitucional, lo cual se extendió durante cuatro jornadas (20, 21, 22 y 26 de octubre). Además, la Mesa Directiva fijó la primera salida del pleno de Santiago, capital del país, para realizarse en la Región del Biobío durante la semana del 22 al 26 de noviembre de 2021. El 17 de noviembre se informó que la distribución de las comisiones en las comunas de la región sería de la siguiente forma:
- Sistema Político: Talcahuano.
- Principios Constitucionales: Curanilahue.
- Forma de Estado: Los Ángeles y Alto Biobío.
- Derechos Fundamentales: Laja, San Rosendo, Santa Bárbara, Mulchén y Cabrero.
- Medio Ambiente: Coronel y Tomé.
- Sistemas de Justicia: Lota y Curanilahue.
- Sistemas de Conocimientos: Tomé, Dichato y Concepción.
- Se realizaron también dos sesiones plenarias en la sede del Gobierno Regional del Biobío, ubicada en la exestación de ferrocarriles de Concepción, los días 23 y 26 de noviembre.[134]

El 28 de octubre fue presentada la propuesta de cronograma general de trabajo para la Convención Constitucional, la cual contempla la utilización de todo el tiempo establecido por la Constitución, incluyendo la prórroga de tres meses que se iniciaría el 5 de abril de 2022 y finalizaría el 5 de julio. Algunas de las fechas importantes del proceso son:
- El 8 de noviembre de 2021 se abre el plazo de 60 días para la recepción de iniciativas populares constituyentes, el cual concluye el 6 de enero de 2022. Este plazo fue ampliado hasta el 20 de enero para la recepción de propuestas y determinando el 1 de febrero como último día de recolección de patrocinios.[135] Además se modificó el reglamento para que las iniciativas presentadas por el pueblo afrodescendiente tuvieran que recolectar solo 1500 patrocinios, a diferencia de las demás que necesitan 15 000.[136]
- El 4 de enero de 2022 se realizará la votación para elegir una nueva mesa directiva.
- Los plenos de votación de las propuestas de normas constitucionales se iniciarían el 8 de febrero, considerando plenos de votación ordinarios y sesiones adicionales para aquellas normas que no hayan obtenido un cuórum de dos tercios.
- El 27 de abril la mesa directiva entregará el proyecto de nueva Constitución, por lo que al día siguiente quedará constituida la Comisión de Armonización que deberá entregar el texto definitivo de la propuesta de nueva Constitución antes de la fecha de término de la Convención.[137]
- Se contempla la realización de un plebiscito dirimente, en el caso de las normas que sean sometidas a dicha votación —previa modificación de las leyes actuales que permitan la realización de este tipo de votación popular— para el domingo 28 de mayo.[138]

El cronograma fue ratificado por el pleno de la Convención Constitucional el 3 de noviembre de 2021.
Continuando con lo realizado por la comisión provisoria de Descentralización, algunas comisiones temáticas de la Convención Constitucional han sesionado fuera de Santiago: la comisión de Forma de Estado realizó audiencias el 9 de noviembre de 2021 en Putaendo y Calle Larga (Región de Valparaíso) y el 11 del mismo mes en Peumo y Malloa (Región de O'Higgins), así como entre el 29 de noviembre y el 3 de diciembre recibieron audiencias en las regiones de Arica y Parinacota y Tarapacá, y del 20 al 23 del mismo mes sesionó en distintas localidades de la Región de Aysén. La Comisión de Sistemas de Conocimiento, Cultura y Ciencias visitó la ciudad de Arica entre el 6 y el 10 de diciembre, mientras que la Comisión de Medioambiente, Derechos de la Naturaleza, Bienes Naturales Comunes y Modelo Económico se trasladó a la comuna de Petorca en la Región de Valparaíso el 2 del mismo mes.

### Etapa de deliberación

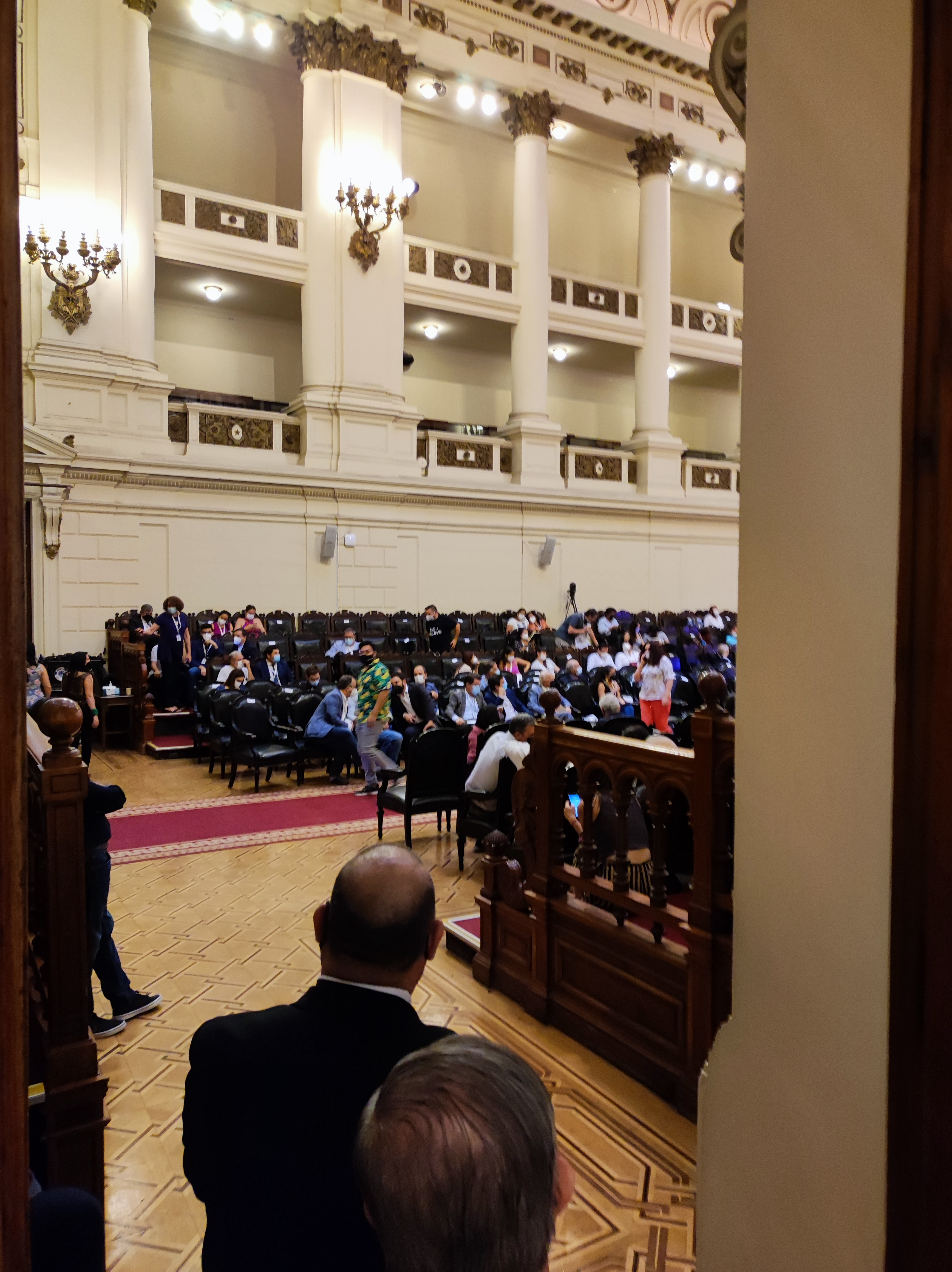
Vista parcial del Salón de Honor del ex Congreso Nacional durante las votaciones para renovar la mesa directiva de la Convención Constitucional (4 de enero de 2022).

El 10 de noviembre de 2021 fue presentada oficialmente la primera propuesta de norma constitucional, que buscaba consagrar el derecho a una vivienda digna; dicha norma fue presentada por un grupo de 10 convencionales constituyentes (Roberto Vega, Álvaro Jofré, Luciano Silva, Bernardo de la Maza, Manuel José Ossandón, Helmuth Martínez, Paulina Veloso, Angélica Tepper, Adriana Cancino y Geoconda Navarrete).
Sumado a la presentación de iniciativas de norma por parte de los convencionales constituyentes, se inició el proceso para que los ciudadanos y organizaciones sociales presentaran sus propuestas de normas constitucionales, las que para ser discutidas en la Convención requerían de al menos 15 mil firmas de ciudadanos; la primera iniciativa popular en alcanzar dicho umbral fue la propuesta denominada «Será Ley», presentada por la Asamblea Permanente por la Legalización del Aborto y que busca garantizar el acceso libre a la interrupción del embarazo, que alcanzó las 15 mil firmas el 29 de diciembre. En total fueron aceptadas 78 iniciativas populares de norma, las cuales reunieron las firmas necesarias hasta el 1 de febrero; participaron más de un millón de personas entre 2496 propuestas. Además a la misma fecha se aceptaron un total de 201 iniciativas populares de norma provenientes de pueblos originarios que contaron con un reglamento particular de inclusión según los distintos grupos indígenas.
Al cumplirse 7 meses desde su instalación, la presidenta María Elisa Quinteros anunció que se recibieron un total de 1266 iniciativas para ser sometidas a discusión y votación en general, siendo 940 de convencionales constituyentes, 248 de iniciativas populares de norma de pueblos originarios y 78 iniciativas populares de norma que alcanzaron las firmas requeridas.

#### Renovación de la mesa directiva
El 4 de enero de 2022 se iniciaron las votaciones para renovar la mesa directiva de la Convención Constitucional, al haberse cumplido seis meses desde su instalación. La elección para presidente y vicepresidente se realizaron mediante un sistema de votación abierta, en el que cada convencional constituyente escribía su preferencia en una papeleta y esta era depositada en un ánfora en el Salón de Honor del ex Congreso Nacional, siendo leídas a viva voz por el secretario de la mesa, John Smok. Luego de nueve rondas de votación, que se extendieron hasta la tarde del 5 de enero, María Elisa Quinteros resultó elegida como nueva presidenta de la Convención. Posteriormente se desarrolló la elección de vicepresidente, en la que triunfó Gaspar Domínguez, quien obtuvo la mayoría absoluta de votos en la primera ronda.
Posterior a la elección de presidenta y vicepresidente, se definieron las nuevas vicepresidencias adjuntas. De los 7 cupos inicialmente fueron llenados solo 5, siendo el sexto asignado a Raúl Celis Montt (RN) luego de un acuerdo alcanzado el 12 de enero de 2022 por el colectivo Independientes RN-Evópoli; Celis ocupó el cargo durante tres meses, cediendo luego el puesto a Hernán Larraín Matte (Evópoli). El último cupo en las vicepresidencias adjuntas fue asignado a Giovanna Grandón (independiente) luego que alcanzara los 24 patrocinios requeridos el 4 de marzo de 2022.

#### Visitas a regiones
Continuando con las visitas de las diferentes comisiones a regiones, la comisión de Principios Constitucionales, Democracia, Nacionalidad y Ciudadanía se trasladó a la Región de Atacama los días 17 y 18 de enero: el primer día desarrollaron una sesión extraordinaria en la biblioteca de la Universidad de Atacama en Copiapó y al día siguiente se trasladaron a Huasco para realizar la sesión programada.
El 17 de mayo de 2022 la Convención Constitucional celebró una sesión plenaria en el Parque Cultural Ruinas de Huanchaca en Antofagasta para dar inicio al proceso de armonización del borrador del proyecto de nueva Constitución. La comisión de Armonización sesionó ese mismo día en la Corporación Municipal de Desarrollo Social de Antofagasta, mientras que la comisión de Preámbulo lo hizo en el Liceo Domingo Latrille de Tocopilla y la comisión de Normas Transitorias en la Biblioteca Regional de Antofagasta.

#### Votación de normas constitucionales

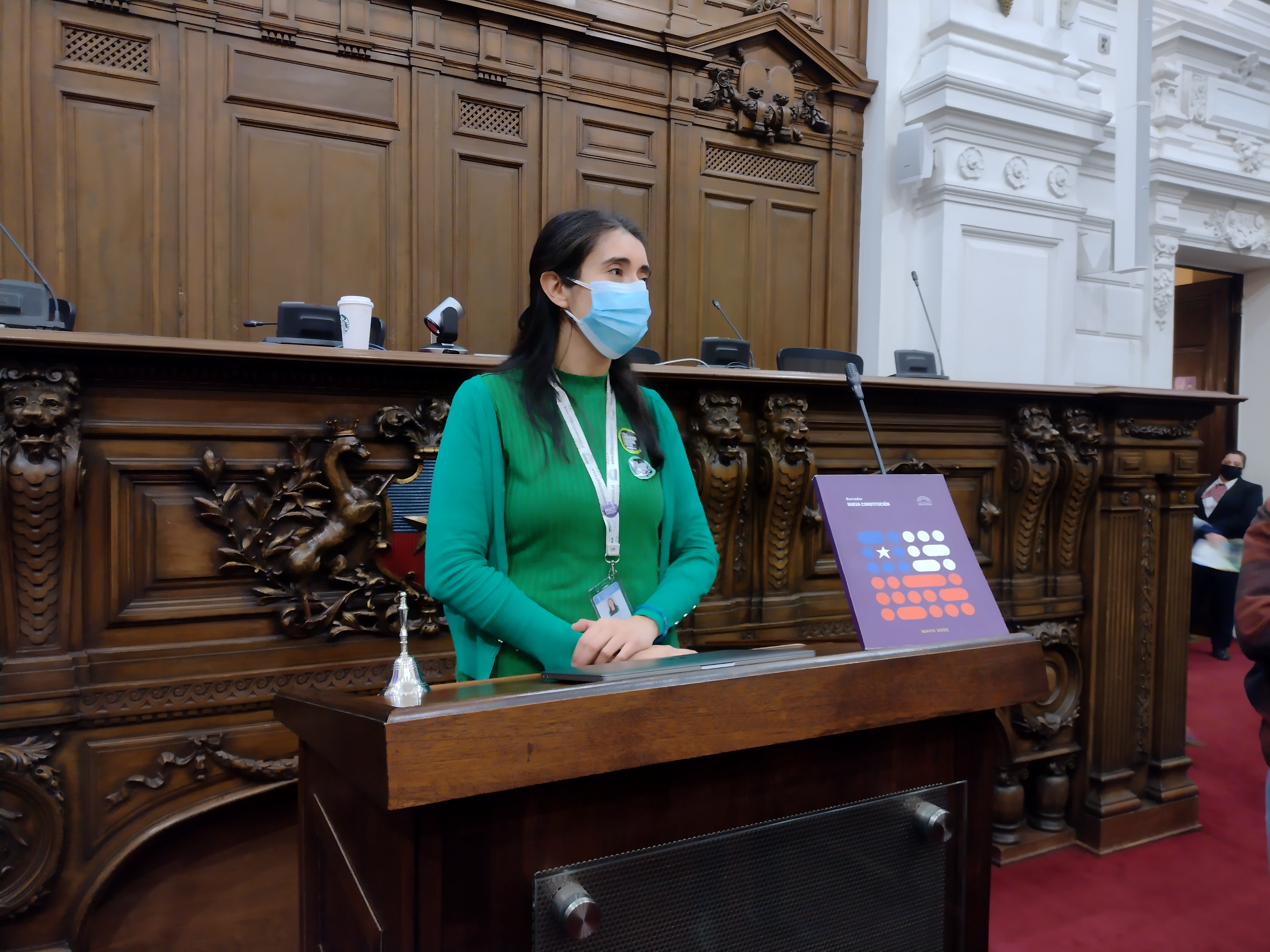
La presidenta María Elisa Quinteros junto al borrador de la propuesta de nueva Constitución Política durante una visita guiada a la Convención Constitucional en el Día de los Patrimonios de 2022.

El 15 de febrero de 2022 se inició el proceso de discusión y votación en el pleno de la Convención Constitucional de los informes y propuestas de artículos emitidos por cada comisión temática; aquel día se votó el informe de la Comisión de Sistemas de Justicia, en el cual se aprobaron en general 14 de los 16 artículos propuestos. Los restantes 2 artículos fueron rechazados en general, retornando a la comisión para una nueva discusión y generar posibles modificaciones antes que retorne al pleno para una segunda votación. El 17 de febrero fueron votadas en particular las normas que habían sido aprobadas dos días antes, siendo aprobados en su totalidad 8 de los artículos y los 6 restantes con algunos incisos o numerales rechazados, por lo que retornaron a la comisión correspondiente para su revisión; de esta manera, dichos 8 artículos pasaron directamente al borrador de la propuesta de nueva Constitución Política, que será posteriormente analizada y redactada por la Comisión de Armonización.
El 11 de marzo de 2022 fue publicada en el Diario Oficial de la República de Chile la reforma constitucional que permitía la renuncia de los convencionales constituyentes cuando hechos graves afecten severamente su desempeño o pongan en riesgo el funcionamiento de la Convención Constitucional, y así lo califique el Tribunal Calificador de Elecciones (Tricel). En la misma jornada Rodrigo Rojas Vade, quien mintió sobre su diagnóstico médico, formalizó su renuncia que había sido anunciada en septiembre de 2021, la cual fue aceptada por el Tricel el 16 de marzo.
El 22 de marzo fue ratificada la mesa directiva, de acuerdo a lo estipulado en el Reglamento General de la Convención Constitucional, y fue activada la prórroga de tres meses para el trabajo del organismo, por lo que el texto de la propuesta de nueva Constitución Política de la República debe estar entregado antes del 5 de julio de 2022.
En la sesión del 14 de mayo de 2022 fueron votadas las últimas normas que quedaban por debatir en el pleno, con lo cual el borrador del proyecto de nueva Constitución Política de la República quedó despachado, poniendo fin a la etapa de debate constitucional. El borrador, compuesto de 499 artículos, es trabajado por la Comisión de Armonización para perfeccionar su redacción y contenido. Durante la jornada del 29 de mayo, y como parte de la celebración del Día de los Patrimonios 2022, la Convención Constitucional realizó visitas guiadas por las dependencias que utiliza en el palacio del ex Congreso Nacional de Chile; 4499 personas formaron parte de los recorridos que fueron guiados por convencionales constituyentes, asesores y funcionarios del organismo.
El 8 de junio fue presentada una guía práctica que contiene los 10 pilares fundamentales del proyecto de nueva Constitución Política de la República; el documento fue elaborado por las Secretarías Técnica y de Comunicaciones y se encuentra disponible tanto en formato digital como en 400 mil copias impresas. Los 10 ejes principales presentados en la guía práctica son:
| - Un Chile con más democracia - Un Chile inclusivo - Un Chile con tradición institucional - Un Chile que garantice nuestros derechos - Un Chile libre | - Un Chile con igualdad de género - Un Chile que proteja la naturaleza y el medio ambiente - Un Chile por sus regiones - Un Chile para el futuro - Un Chile con economía responsable |

#### Normas transitorias y preámbulo
La Comisión de Normas Transitorias presentó su primer informe al Pleno de la Convención Constitucional el 2 de junio; en aquella ocasión fueron aprobadas total o parcialmente 20 de las 58 normas transitorias presentadas. La comisión desarrolló un nuevo informe hasta  el 10 de junio, fecha en que finalizó sus actividades, y este fue votado en el pleno el 14 de junio.
El 23 de junio fue votado en el Pleno la propuesta de Preámbulo del texto de nueva Constitución desarrollado por la comisión homónima. De los cuatro párrafos, solo el primero («Nosotras y nosotros, el pueblo de Chile, conformado por diversas naciones, nos otorgamos libremente esta Constitución, acordada en un proceso participativo, paritario y democrático») fue aprobado por dos tercios de los convencionales constituyentes (107 votos a favor, 31 en contra y 6 abstenciones). Los demás párrafos no lograron los apoyos suficientes y fueron rechazados; el segundo párrafo hacía referencia al estallido social de 2019.

### Clausura
- Wikisource contiene obras originales de la Propuesta de Constitución Política de la República de Chile de 2022.

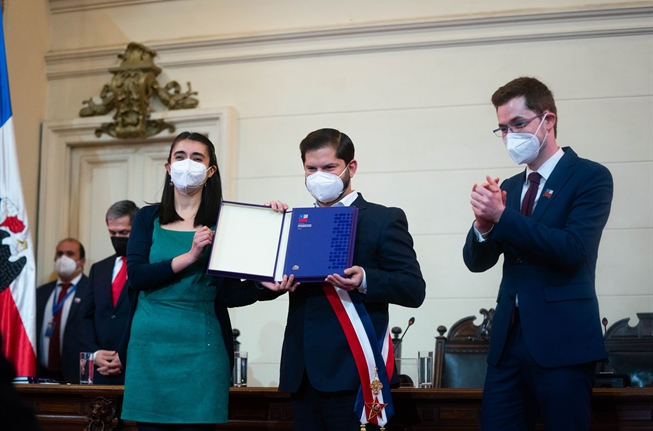
El Presidente Gabriel Boric recibe la propuesta de nueva Constitución.

El 10 de junio de 2022 la Mesa Directiva acordó definir las características de la ceremonia de entrega oficial de la propuesta de nueva Constitución Política, y por consiguiente la clausura de la Convención Constitucional; dicha norma fue aprobada por el pleno de la Convención el 14 de junio. El evento se realizará el lunes 4 de julio a las 10:00 en el Salón de Honor del palacio del ex Congreso Nacional de Chile, destinando también el hemiciclo de la Convención y los accesos al palacio para albergar invitados que no puedan ingresar al Salón de Honor debido a los aforos permitidos producto de las medidas sanitarias por la pandemia de COVID-19.
Inicialmente se había acordado no invitar al evento a los expresidentes de la República, sin embargo tras la controversia generada por dicha decisión el 16 de junio se revirtió dicha medida y les fueron extendidas las invitaciones. Finalmente todos los expresidentes vivos anunciaron que no acudirían al acto de clausura: el primero en señalarlo fue Ricardo Lagos el mismo día 16, mientras que Eduardo Frei Ruiz-Tagle lo confirmó el 18 de junio, y Sebastián Piñera y Michelle Bachelet el día 20.
En la 110° sesión del Pleno de la Convención Constitucional, realizada el 28 de junio de 2022, fue votado el informe final de la Comisión de Armonización, en el cual fueron aprobadas la mayoría de sus indicaciones, reduciendo el texto definitivo del proyecto de nueva Constitución Política de la República de 499 artículos a 397. El capítulo de Normas Transitorias fue rechazado, por lo que estas normas quedaron en el texto final tal cual fueron aprobadas por el Pleno en primera instancia.
El programa de la sesión de clausura de la Convención Constitucional fue el siguiente:
- Ingreso del presidente de la República, Gabriel Boric, y la presidenta y vicepresidente de la Convención Constitucional (María Elisa Quinteros y Gaspar Domínguez).
- Reanudación de la 110° sesión.
- Himno nacional de Chile interpretado por integrantes de la Fundación de Orquestas Juveniles e Infantiles de Chile.
- Discurso del vicepresidente Gaspar Domínguez.
- Discurso de la presidenta María Elisa Quinteros.
- El secretario de la Convención Constitucional, John Smok, certificó que no quedaban votaciones pendientes y entrega tres ejemplares del texto de la propuesta de nueva Constitución Política de la República para que sean firmados por la presidenta y vicepresidente.
- Entrega del texto al presidente de la República.
- Firma del decreto de convocatoria a plebiscito para el 4 de septiembre de 2022.
- Interpretación del himno nacional por el pianista Valentín Trujillo.

## Autoridades

### Mesa directiva
La mesa directiva de la Convención Constitucional inicialmente estaba compuesta por un presidente y un vicepresidente. Producto de la ampliación de la mesa directiva, acordada en la sesión del 7 de julio, se informó el 29 del mismo mes la composición de las 7 nuevas vicepresidencias.
Rodrigo Rojas Vade fue elegido como uno de los vicepresidentes adjuntos el 29 de julio de 2021, sin embargo renunció a dicho cargo el 5 de septiembre luego de la controversia surgida al revelarse que no posee cáncer, siendo reemplazado al día siguiente por Tania Madriaga, quien desistió de dicho nombramiento el 8 de septiembre. El 20 de octubre fue nominada formalmente la convencional constituyente Natalia Henríquez como reemplazante en la vicepresidencia adjunta. La mesa directiva de la Convención Constitucional al momento de su disolución era la siguiente:
| Cargo                    | Nombre | Nombre                         | Inicio              | Término            | Partido | Partido                                                               |
| ------------------------ | ------ | ------------------------------ | ------------------- | ------------------ | ------- | --------------------------------------------------------------------- |
| Presidenta               |        | María Elisa Quinteros Cáceres  | 5 de enero de 2022  | 4 de julio de 2022 |         | Independiente (Movimientos Sociales Constituyentes)                   |
| Vicepresidente           |        | Gaspar Domínguez Donoso        | 5 de enero de 2022  | 4 de julio de 2022 |         | Independiente (Independientes No Neutrales)                           |
| Vicepresidentes adjuntos |        | Tomás Laibe Sáez               | 6 de enero de 2022  | 4 de julio de 2022 |         | Partido Socialista de Chile (Colectivo Socialista)                    |
| Vicepresidentes adjuntos |        | Bárbara Sepúlveda Hales        | 6 de enero de 2022  | 4 de julio de 2022 |         | Partido Comunista de Chile (Chile Digno)                              |
| Vicepresidentes adjuntos |        | Natividad Llanquileo Pilquimán | 6 de enero de 2022  | 4 de julio de 2022 |         | Independiente (pueblos originarios, representante del pueblo mapuche) |
| Vicepresidentes adjuntos |        | Hernán Larraín Matte           | 12 de abril de 2022 | 4 de julio de 2022 |         | Evolución Política (Independientes RN-Evópoli)                        |
| Vicepresidentes adjuntos |        | Yarela Gómez Sánchez           | 19 de abril de 2022 | 4 de julio de 2022 |         | Convergencia Social (Frente Amplio)                                   |
| Vicepresidentes adjuntos |        | Francisco Caamaño Rojas        | 7 de mayo de 2022   | 4 de julio de 2022 |         | Independiente (Pueblo Constituyente)                                  |
| Vicepresidentes adjuntos |        | Luis Jiménez Cáceres           | 2 de junio de 2022  | 4 de julio de 2022 |         | Independiente (pueblos originarios, representante del pueblo aimara)  |

Como secretarios de la mesa directiva se encuentran John Smok y Julián Saona, ambos funcionarios técnicos provenientes del Congreso Nacional, sumándose nuevos funcionarios en las semanas siguientes.

### Presidentas
| N.º | Nombre | Nombre                                        | Inicio             | Término            | Partido                                                              | Partido                                                               |
| --- | ------ | --------------------------------------------- | ------------------ | ------------------ | -------------------------------------------------------------------- | --------------------------------------------------------------------- |
| —   |        | Carmen Gloria Valladares Moyano (accesitaria) | 4 de julio de 2021 | 4 de julio de 2021 | No aplica Secretaria relatora del Tribunal Calificador de Elecciones | No aplica Secretaria relatora del Tribunal Calificador de Elecciones  |
| 1   |        | Elisa Loncon Antileo                          | 4 de julio de 2021 | 5 de enero de 2022 |                                                                      | Independiente (pueblos originarios, representante del pueblo mapuche) |
| 2   |        | María Elisa Quinteros Cáceres                 | 5 de enero de 2022 | 4 de julio de 2022 |                                                                      | Independiente (Movimientos Sociales Constituyentes)                   |

### Vicepresidentes
| N.º | Nombre | Nombre                  | Inicio             | Término            | Partido | Partido                                                   |
| --- | ------ | ----------------------- | ------------------ | ------------------ | ------- | --------------------------------------------------------- |
| 1   |        | Jaime Bassa Mercado     | 4 de julio de 2021 | 5 de enero de 2022 |         | Independiente (pro Convergencia Social, Apruebo Dignidad) |
| 2   |        | Gaspar Domínguez Donoso | 5 de enero de 2022 | 4 de julio de 2022 |         | Independiente (Independientes No Neutrales)               |

### Exvicepresidentes adjuntos
| Nombre | Nombre                       | Inicio                  | Término                 | Partido              | Partido                                                               |
| ------ | ---------------------------- | ----------------------- | ----------------------- | -------------------- | --------------------------------------------------------------------- |
|        | Pedro Muñoz Leiva            | 29 de julio de 2021     | 6 de enero de 2022      |                      | Partido Socialista de Chile                                           |
|        | Lorena Céspedes Fernández    | 29 de julio de 2021     | 6 de enero de 2022      |                      | Independiente (Independientes No Neutrales)                           |
|        | Elisa Giustinianovich Campos | 29 de julio de 2021     | 6 de enero de 2022      |                      | Independiente (Movimientos Sociales Constituyentes)                   |
|        | Isabel Godoy Monardez        | 29 de julio de 2021     | 6 de enero de 2022      |                      | Independiente (pueblos originarios, representante del pueblo colla)   |
|        | Tiare Aguilera Hey           | 29 de julio de 2021     | 6 de enero de 2022      |                      | Independiente (pueblos originarios, representante del pueblo rapanui) |
|        | Rodrigo Álvarez Zenteno      | 29 de julio de 2021     | 6 de enero de 2022      |                      | Unión Demócrata Independiente (Vamos por Chile)                       |
|        | Natalia Henríquez Carreño    | 20 de octubre de 2021   | 6 de enero de 2022      |                      | Independiente (Pueblo Constituyente)                                  |
|        | Tania Madriaga Flores        | 6 de septiembre de 2021 | 8 de septiembre de 2021 |                      | Independiente (Pueblo Constituyente)                                  |
|        | Rodrigo Rojas Vade           | 29 de julio de 2021     | 5 de septiembre de 2021 |                      | La Lista del Pueblo (hasta el 31 de agosto)                           |
|        | Rodrigo Rojas Vade           | 29 de julio de 2021     | 5 de septiembre de 2021 | Pueblo Constituyente |                                                                       |
|        | Raúl Celis Montt             | 12 de enero de 2022     | 11 de abril de 2022     |                      | Renovación Nacional (Independientes RN-Evópoli)                       |
|        | Amaya Álvez Marín            | 6 de enero de 2022      | 18 de abril de 2022     |                      | Revolución Democrática (Frente Amplio)                                |
|        | Giovanna Grandón Caro        | 5 de marzo de 2022      | 7 de mayo de 2022       |                      | Independiente (Coordinadora Constituyente Plurinacional y Popular)    |
|        | Lidia González Calderón      | 6 de enero de 2022      | 26 de mayo de 2022      |                      | Independiente (pueblos originarios, representante del pueblo yagán)   |

## Comisiones

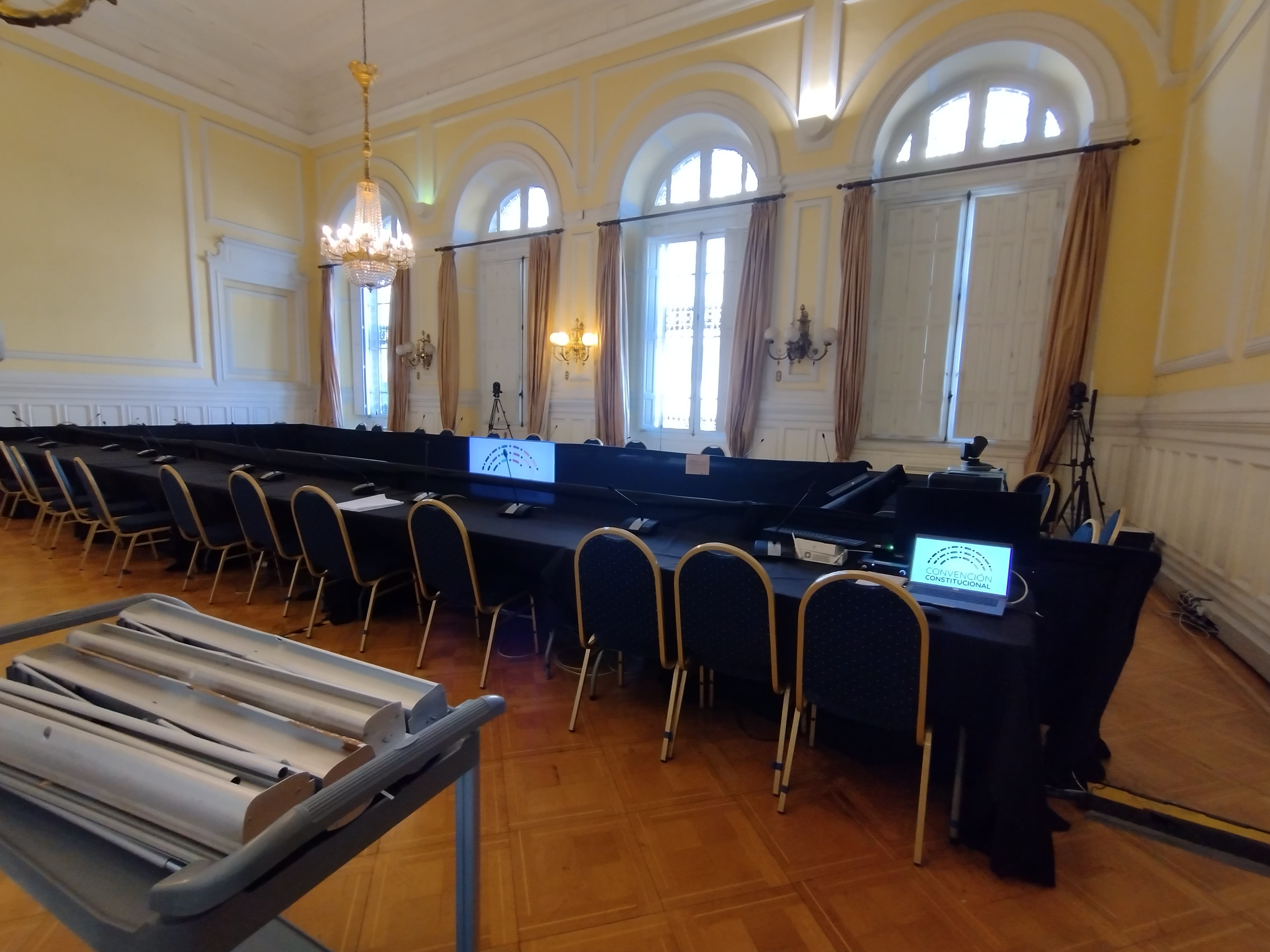
Vista de la Sala 4 del palacio del ex Congreso Nacional, utilizada para reuniones de comisiones.

### Transitorias
En la segunda sesión, realizada el 7 de julio de 2021, se aprobó la creación de las primeras tres comisiones transitorias: Reglamento, Presupuesto y Ética, así como también la de un Comité Externo de Asignaciones. La composición de estas comisiones —que debe tener paridad de género cada una, sin superar en un 60% un sexo respecto al otro— fue aprobada por el pleno de la Convención el 14 de julio, y es de la siguiente forma:
- Reglamento: compuesta por 30 convencionales constituyentes, que debían tener el patrocinio de 5 convencionales y 4 en el caso de candidatos que pertenezcan a escaños reservados de pueblos originarios, de modo que existirían al menos 4 integrantes de dicha forma.[190] El 20 de julio fueron elegidos como coordinadores de esta comisión Amaya Alvez y Daniel Bravo.[191]
- Ética: compuesta por 17 convencionales constituyentes, requiriendo el patrocinio de 9 convencionales y de 8 para el caso de escaños reservados de pueblos originarios, asegurando para ellos al menos 2 puestos en la comisión.[192] El 19 de julio fueron elegidos como coordinadores de esta comisión María Elisa Quinteros y Marcos Barraza.[193]
- Presupuestos y Administración Interior: está compuesta por 15 convencionales constituyentes, requiriendo el patrocinio de 9 convencionales y de 8 para el caso de escaños reservados de pueblos originarios, asegurando para ellos al menos 2 puestos en la comisión.[194] El 19 de julio fueron elegidos como coordinadores de esta comisión César Valenzuela y Gloria Alvarado, y el mismo día se acordó crear 3 subcomisiones: Presupuesto, Estructura Orgánica y Gestión de Personas, de las cuales las dos primeras fueron fusionadas al día siguiente.[191][193]

El Comité Externo de Asignaciones está compuesto por 6 integrantes, de los cuales 5 corresponden cada uno a un funcionario de carrera de la Contraloría General de la República, el Consejo para la Transparencia, la Tesorería General de la República, y las secretarías de la Cámara de Diputadas y Diputados y del Senado. Cada organismo presentó una terna a la mesa directiva de la Convención Constitucional, la que seleccionó a un candidato de cada organismo y sometió a votación del pleno de la Convención el conjunto completo de 5 candidaturas propuestas; de ser rechazadas, se votarían de manera individual. El comité también está compuesto por un profesional indígena del área de la ingeniería, economía o materias afines, con acreditación indígena, probada experiencia de trabajo con comunidades y organizaciones indígenas territoriales, el cual fue designado por la mesa directiva de la Convención.
Durante la octava sesión, desarrollada el 15 de julio, se desarrolló la votación de las nuevas comisiones transitorias que articularán el trabajo de la Convención Constitucional durante sus primeras semanas; las comisiones aprobadas fueron las siguientes:
- Derechos Humanos, Verdad Histórica y Bases para la Justicia, Reparación y Garantías de No Repetición: eligió el 27 de julio como sus coordinadores a Manuela Royo y Roberto Celedón Fernández.[197]
- Comunicaciones, Información y Transparencia: eligió el 28 de julio como sus coordinadores a Loreto Vallejos y Patricio Fernández.[198]
- Participación y Consulta Indígena: eligió el 27 de julio como sus coordinadores a Wilfredo Bacian y Margarita Vargas.[197]
- Participación Popular y Equidad Territorial: eligió el 28 de julio como sus coordinadores a Lisette Vergara y Javier Fuchslocher.[199]
- Descentralización, Equidad y Justicia Territorial: eligió el 28 de julio como sus coordinadores a Cristina Dorador y Adriana Ampuero.[200]
- Participación Ciudadana: fue aprobada inicialmente, sin embargo se rechazaron todas las propuestas sobre su composición y normativa, por lo que no se constituyó.[201]

### Temáticas
Tras haberse aprobado el Reglamento General de la Convención Constitucional, este determinó la creación de siete comisiones temáticas, que definieron los contenidos de la propuesta de nueva Constitución Política de la República; estas eran:
- Sistema Político, Gobierno, Poder Legislativo y Sistema Electoral
- Principios Constitucionales y Democracia
- Forma de Estado y Justicia Territorial
- Derechos Fundamentales
- Medioambiente y Modelo Económico
- Sistemas de Justicia, Órganos Autónomos de Control y Reforma Constitucional
- Sistemas de Conocimiento, Ciencia y Tecnología, Cultura, Arte y Patrimonio

### Otras comisiones
Además de las comisiones transitorias y temáticas, existieron otras comisiones que no ingresaron en estas categorías, tales como:
- Participación Popular: Esta comisión de 20 convencionales constituyentes, coordinada por Bastián Labbé y Paulina Valenzuela, era la encargada de dirigir el proceso de participación y educación popular, entre ellas la coordinación de las iniciativas populares de norma constitucional, cabildos y encuentros municipales, foros deliberativos, entre otros mecanismos.[203]
- Derechos de los Pueblos Indígenas y Plurinacionalidad: Compuesta por 25 integrantes (entre ellos los 17 convencionales constituyentes electos mediante escaños reservados) estaba mandatada para velar por la implementación del proceso de participación y consulta indígena ejecutado por la Secretaría de Participación y Consulta Indígena.[204] Inicialmente estaba coordinada por Victorino Antilef (pueblo mapuche) y Margarita Vargas (pueblo kawésqar), sin embargo el primero renunció a la coordinación el 3 de diciembre de 2021, asumiendo en su reemplazo la convencional Isabella Mamani (pueblo aimara).[205]
- Comunicación Enlaces Transversales: Esta comisión compuesta por 14 convencionales constituyentes se conformó con la finalidad de mantener una comunicación y transversalización del trabajo de las comisiones entre sí. Para ello se eligió una dupla de convencionales paritaria por comisión, constituyéndose formalmente el 3 de diciembre de 2021, y se eligieron nuevos enlaces el 3 de febrero de 2022.[206]

### Finales
Existieron tres comisiones que se encargaron de dar forma al documento final de la propuesta de nueva Constitución Política de la República. El 29 de abril de 2022 fue notificada la composición definitiva de dichas comisiones:
- Armonización: conformada por 40 convencionales constituyentes. Sus coordinadores eran Tammy Pustilnick y Daniel Bravo Silva.
- Preámbulo: conformada por 15 convencionales constituyentes. Sus coordinadores eran Adriana Cancino y Jorge Abarca.
- Normas Transitorias: conformada por 33 convencionales constituyentes. Sus coordinadores eran Elisa Giustinianovich y Eduardo Castillo.[208]